# Patrizianella russoi
Patrizianella russoi is een mosselkreeftjessoort uit de familie van de Trachyleberididae. De wetenschappelijke naam van de soort werd als Patrizia russoi in 1993 gepubliceerd door Jellinek.